# Weizheng
Weizheng (kinesiska: 威整) är en köping i sydöstra Kina. Den ligger i Sihui i staden Zhaoqing i provinsen Guangdong, omkring 79 kilometer nordväst om provinshuvudstaden Guangzhou. Antalet invånare är 12 047. Befolkningen består av 5 999 kvinnor och 6 048 män. Barn under 15 år utgör 16,0 %, vuxna 15-64 år 71 %, och äldre över 65 år 12,0 %.